# Wang Shumin
Pour les articles homonymes, voir Wang.
Wang Shumin née le 12 septembre 1993, est une joueuse de hockey sur gazon chinoise.

## Carrière
Elle a fait partie de l'équipe nationale pour concourir à la Coupe du monde 2018 à Londres.

## Palmarès
- : 3e au Champions Trophy d'Asie en 2018.